# Elfriede Hartmann

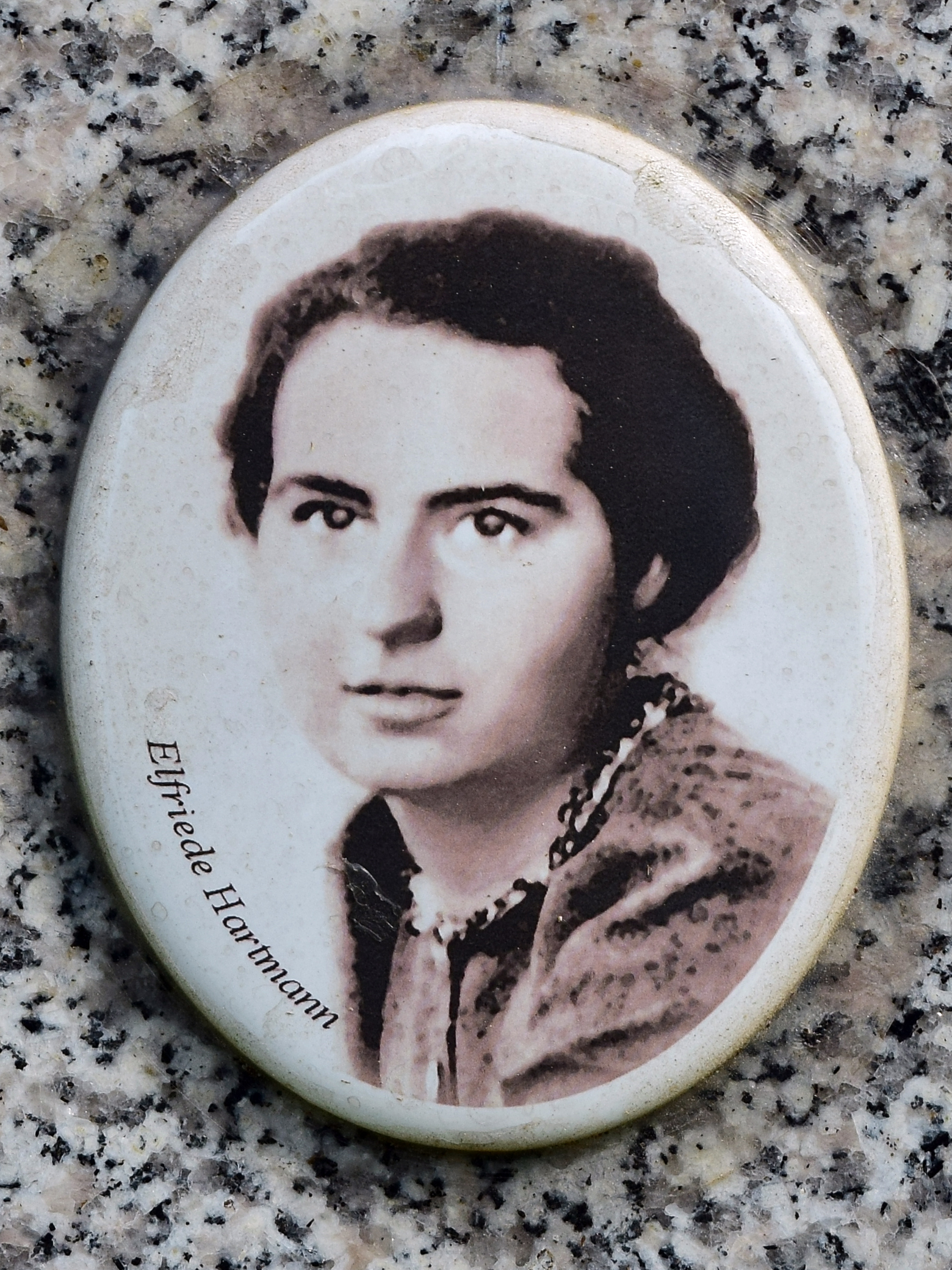
Bild vom Grabstein auf dem Wiener Zentralfriedhof, Gruppe 40

Elfriede Beate Hartmann, auch Friedl Hartmann (21. Mai 1921 in Wien – 2. November 1943 ebenda), war eine österreichische Studentin und Widerstandskämpferin gegen den Nationalsozialismus. Sie wurde von der NS-Justiz zum Tode verurteilt und im Alter von 22 Jahren im Wiener Landesgericht enthauptet.

## Leben
Elfriede Hartmann war die Tochter des Versicherungsbeamten Alexander Herbert Hartmann und der Handarbeitslehrerin Hermine Hartmann, geb. Schiefer. Sie wuchs in Döbling auf und besuchte das Mädchenrealgymnasium in der Billrothstraße, wo sie 1939 auch maturierte. Nach einigen Monaten Berufstätigkeit inskribierte sie im Jänner 1940 Chemie an der Universität Wien, wurde jedoch als „Mischling ersten Grades“ im Mai desselben Jahres relegiert. Daraufhin schlug sie sich mit Nachhilfestunden durch.
Durch ihren Lebensgefährten, den Schlosser Rudolf Masl (auch Mašl bzw. „enttschechisiert“ Maschl), kam sie bereits im Herbst 1938 mit dem Kommunistischen Jugendverband (KJVÖ) in Kontakt. Rasch wurde sie Leiterin des Gebiets III, das die Wiener Bezirke 5, 6, 7, 12 und 13 umfasste, und übernahm auch die Kontakte zu den KJVÖ-Gruppen in Salzburg, Linz und St. Pölten. Im Frühjahr 1941 legte sie diese Funktionen nieder, um sich dem Aufbau eines „Lit-Apparats“ zu widmen und die Zeitung „Die Rote Jugend“ herzustellen, deren Artikel zum Großteil von ihr selbst verfasst wurden. Ihre Nachfolgerin wurde Gertrude Müller. Ihr Deckname in der Kommunistischen Bewegung war „Paula“.
Hartmann gehörte auch der KJVÖ-Gruppe „Der Soldatenrat“ an und verfasste einen Brief an Wehrmachtsangehörige, der in großem Umfang vervielfältigt wurde, wegen einer Feldpostsperre jedoch nicht verschickt werden konnte. Von ihrem Lebensgefährten, der eingerückt war, bekam sie weit über tausend Feldpostnummern von Soldaten. Zwischen Oktober 1941 und Februar 1942 wurden neuerlich zahlreiche Briefumschläge an Soldaten und Zivilpersonen adressiert, um Flugschriften zu versenden. Am 24. Februar 1942 wurde Elfriede Hartmann festgenommen und im Polizeigebäude an der Elisabethpromenade inhaftiert; die Anklage lautete auf Vorbereitung zum Hochverrat und Feindbegünstigung. In zahlreichen Kassibern versuchte sie, ihre Angehörigen zu Rettungsversuchen für Rudolf Masl, der ebenfalls verhaftet worden war, zu bewegen. Als Zeugin im Prozess gegen ihren Lebensgefährten am 17. März 1943 versuchte sie, diesen zu entlasten, allerdings vergeblich. Masl nahm alle Schuld auf sich und versuchte seinerseits, seine Lebensgefährtin zu entlasten. Masl wurde zum Tode verurteilt und am 27. August 1943 durch das Fallbeil hingerichtet.
Am 22. September 1943 stand sie selbst vor dem Volksgerichtshof. Hartmann wurde ebenfalls zum Tode und zur Aberkennung der Ehrenrechte auf Lebenszeit verurteilt. Ein Antrag auf Wiederaufnahme des Verfahrens wurde als unzulässig verworfen. Am 2. November 1943 wurde auch sie hingerichtet.

## Gedenken
Auf dem Grab der Familie Masl am Friedhof Hirschstetten steht für Elfriede Hartmann und ihren Lebensgefährten Rudolf Masl ein Gedenkstein (in Gruppe E, Reihe 3, Grab 52). Ihr Name findet sich auch auf einer Gedenktafel im ehemaligen Hinrichtungsraum des Wiener Landesgerichts.